# 2006 a tudományban
2006 a tudományban és a technikában.

## Biológia
- január 5. – Sor került az első magyarországi élődonoros májátültetésre. 11 nappal később a négyéves Rebeka tüdőszövődmények miatt meghalt.
- január 11. A dél-koreai Wu Suk Hwang (Szöuli Nemzeti Egyetem) őssejtkutatóról bebizonyosodott, hogy a 2004-es eredményei nem valódiak, és nincs bizonyíték rá, hogy valaha is emberi őssejteket hozott volna létre klónozott hólyagcsírákból. Nature cikk
- január 16. – DNS vizsgálatok alapján egy nemzetközi kutatócsoport arra a következtetésre jutott, hogy összesen négy, mintegy 1000 esztendővel ezelőtt élt nő volt a ma élő nyolcmillió askenázi – azaz közép-és kelet európai – zsidó kb. 40%-ának felmenője anyai ágon.
- január 27. – A törpe gébnél is kisebb halat fedeztek föl Szumátra szigetének tőzeglápjaiban. A Paedocypris nembe tartozó halak kifejlett egyedei legfeljebb 7,9 mm hosszúak.
- január – A massachusetts-i műegyetem (MIT) kutatócsoportja Graham C. Walker vezetésével megfejtette egy DNS-javító enzim működését. A DinB (damage-inducible, Din) olyankor avatkozik bele a DNS-másolás folyamatába, amikor egy guanin nukleotidon keletkezett hiba miatt leállni készül a sejtosztódás folyamata.

## Csillagászat
- január 11. – Az amerikai Harvard-Smithsonian Asztrofizikai Központ munkatársai bejelentik, hogy megtalálták a Sarkcsillag (Polaris) második szomszédját, egy hármas csillagrendszer harmadik tagját.
- augusztus 24. – a Nemzetközi Csillagászati Unió határozatban törpebolygóvá minősítette a Plútót

## Számítástechnika
Megjelent a HsPlaybar első nyilvános béta verziója.

## Technika
- január 16. – A Nature magazinban publikálták eredményeiket a Kentucky Egyetem kutatói, akik szén nanocsövekkel foglalkoztak. Kiderült, nanocsövekből készített membránban szupergyorsan halad a folyadék, szinte súrlódásmentesen. A felfedezésnek a számítógépiparban, a biológiában, az orvostudományban lehetnek alkalmazási lehetőségei.

## Űrkutatás
- január – 2 évesek a marsjárók, a Spirit és az Opportunity. Messze túlszárnyalták 3 hónapra tervezett küldetésüket.
- január 15. – A Stardust űrszonda 4,6 milliárd kilométeres útja végén visszatért a Föld közelébe és ledobta a Naprendszer ősanyagát tartalmazó mintagyűjtő kapszuláját.
- január 19. – Többszöri halasztás után elindították a New Horizons űrszondát a Plútóra.
- január 24. – Japán sikeresen elindította a H-2A hordozórakétát, amely egy Daicsi névre keresztelt, térképészeti és meteorológiai feladatokat ellátó műholdat állított Föld körüli pályára.
- január 26. – 25 ezer fényévnyi távolságra a Naprendszertől a Földhöz hasonló tulajdonságokkal rendelkező bolygót fedezett fel egy csillagászokból álló nemzetközi kutatócsoport. A felfedezett bolygó szilárd, valószínűleg jég és sziklák borítják, tömege ötször nagyobb, mint a Földé, de még így is az eddigi legkisebb a Naprendszeren kívül felfedezett exobolygók közül. A bolygó az OGLE-2005-BLG-390-es csillag után a OGLE-2005-BLG-390Lb nevet kapta.
- február 1. – A 2003 UB313 jelű, Neptunuszon túli objektumot a Plútónál nagyobbnak találták.
- február 13. – Az RS Ophiuchi visszatérő nova újra kitört. A legutolsó kitörése 1985-ben történt.
- március 24. – A SpaceX Falcon 1 kísérleti repülése sikertelenül zárult.
- július 4. – Az amerikaiak sikeresen elindították a Discovery űrrepülőgépet (STS-121) a Nemzetközi Űrállomáshoz.

## Díjak
- Fields-érem: Andrei Okounkov, Grigorij Jakovlevics Perelman (nem fogadta el), Terence Tao és Wendelin Werner
- Nobel-díjak
  - Fiziológiai és orvostudományi Nobel-díj: Andrew Fire és Craig Mello megosztva „az RNS-interferencia felfedezéséért”
  - Fizikai Nobel-díj: John C. Mather és George Smoot: „a kozmikus mikrohullámú háttérsugárzás feketetest-formájának és anizotrópiájának felfedezéséért.”
  - Kémiai Nobel-díj: Roger Kornberg „az eukarióták transzkripciója molekuláris bázisának kutatásáért”
  - Közgazdasági Nobel-emlékdíj: Edmund Phelps „az intertemporális helyettesítések makrogazdasági elemzéséért”.
- Abel-díj: Lennart Carleson

## Halálozások
- május 14. - Bruce Merrifield az 1984. évi Kémiai Nobel-díj nyertese (* 1921)
- május 31. - Raymond Davis Jr a 2000. évi Fizikai Wolf-díj és a 2002. évi Fizikai Nobel-díj nyertese (* 1914).
- augusztus 9. - James Van Allen űrkutató (* 1914)
- szeptember 26. – Zimányi József fizikus, akadémikus